# Zacharias Topelius
Zacharias Topelius (Sakarias en suédois) est un écrivain finlandais de langue suédoise né le 14 janvier 1818 près de Nykarleby et mort à Sipoo le 12 mars 1898. Son père était médecin et connu pour avoir recueilli des poèmes folkloriques. Son grand-père est Mikael Toppelius.

## Biographie

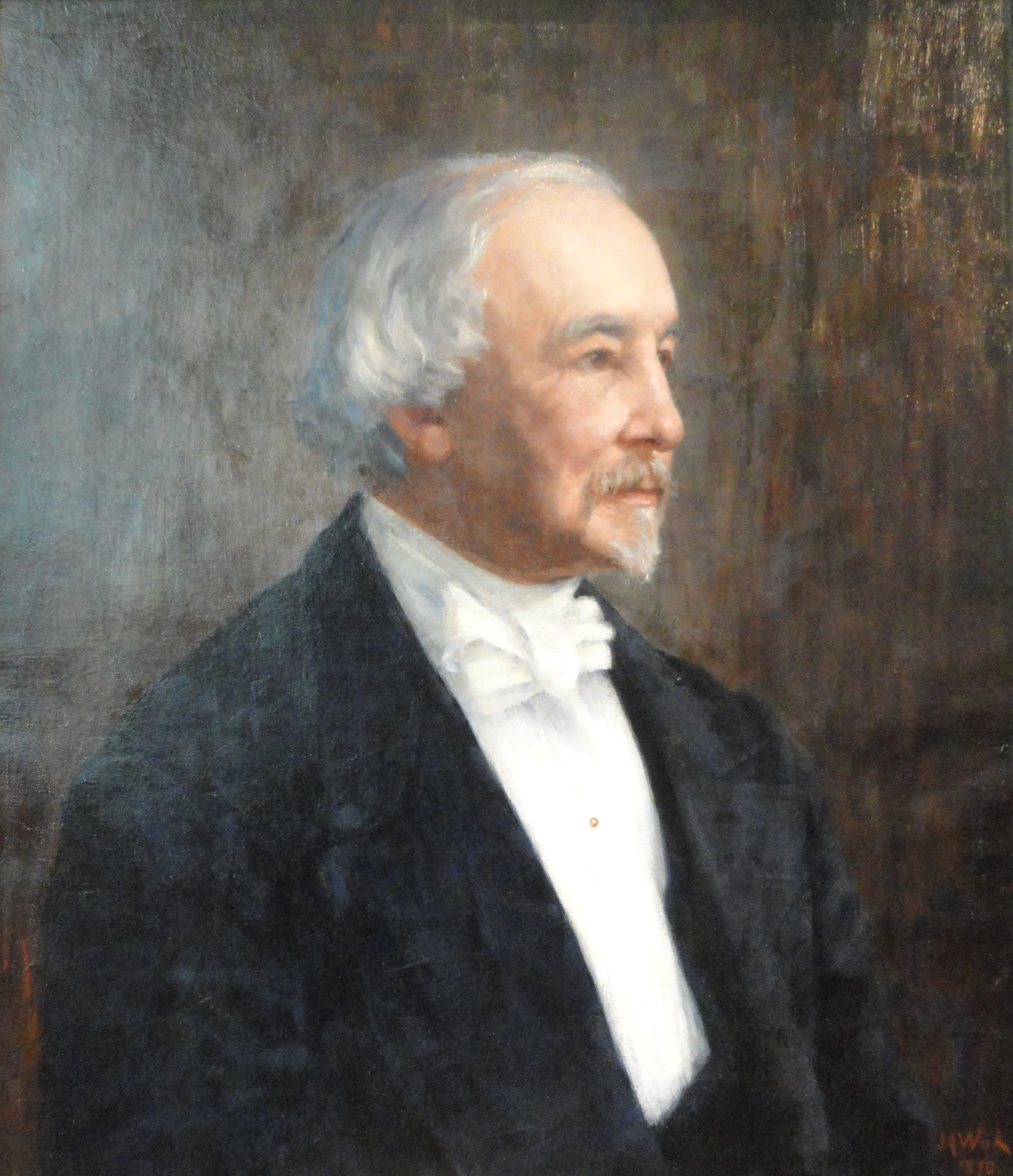
Zacharias Topelius par Maria Wiik

Zacharias Topelius fut très croyant, évoluant vers le piétisme après de nombreuses infortunes. Il se montra cependant beaucoup plus pessimiste à partir de 1868. Sa position sociale lui permit de vivre sans avoir de soucis financiers. Étudiant à Helsinki, il fréquenta les milieux aisés de la capitale. Professeur dans un lycée, enseignant de temps en temps à l’université, il écrivit des romans et des recueils de contes.

## Œuvres mises en musique
Jean Sibelius a composé une pièce pour chœur et orchestre avec récitant (op. 30) sur le poème de Topelius Islossningen i Uleå älv (La débâcle du fleuve Oulu).

## Traductions en français
- Contes et Légendes de Finlande, trad. Lucie Thomas, Fernand Nathan, 1947  contient trois contes de Topélius.
- Le roi Fialar de Johan Ludvig Runeberg, trad. H. Valmore, Garnier, 1879, contient un poème de Topélius: La voie lactée.
- Refanut le navire fantastique, trad. Philippe Couty, Chandeigne, 2007,  (ISBN 978-2-915540-29-1)
- Le tomte du château d'Abo, trad. C.Buscall & J.Renaud, l'Élan, 1999,  (ISBN 2-909027-40-6)
- Œil d'étoile et autres contes, trad. Maurice de Coppet, l'Élan, 2008,  (ISBN 978-2-909027-77-7)